# Ludoș
Ludoș (en hongrois : Nagyludas, en allemand : Grosslogdes) est une commune du județ de Sibiu en Roumanie.